# Drosophila mauritiana
Drosophila mauritiana är en tvåvingeart som beskrevs av Léonidas Tsacas och David 1974. Drosophila mauritiana ingår i släktet Drosophila och familjen daggflugor.

## Släktskap
D. mauritiana är nära släkt med den mer kända arten bananflugan, båda ingår i Artundergruppen Drosophila melanogaster.

## Utbredning
Arten finns endast på ön Mauritius.